# SN 2011hd
SN 2011hd – supernowa typu Ia odkryta 24 października 2011 roku w galaktyce PGC0028823. W momencie odkrycia miała maksymalną jasność 15,90m.